# Clastoptera canyonensia
Clastoptera canyonensia är en insektsart som beskrevs av Doering 1929. Clastoptera canyonensia ingår i släktet Clastoptera och familjen Clastopteridae. Inga underarter finns listade i Catalogue of Life.